# Monroe City (Missouri)
Monroe City is een plaats (city) in de Amerikaanse staat Missouri, en valt bestuurlijk gezien onder Marion County en Monroe County en Ralls County.

## Demografie
Bij de volkstelling in 2000 werd het aantal inwoners vastgesteld op 2588.
In 2006 is het aantal inwoners door het United States Census Bureau geschat op 2549, een daling van 39 (-1,5%).

## Geografie
Volgens het United States Census Bureau beslaat de plaats een oppervlakte van
8,1 km², waarvan 8,0 km² land en 0,1 km² water. Monroe City ligt op ongeveer 225 m boven zeeniveau.

## Plaatsen in de nabije omgeving
De onderstaande figuur toont nabijgelegen plaatsen in een straal van 24 km rond Monroe City.